# Selle Royal

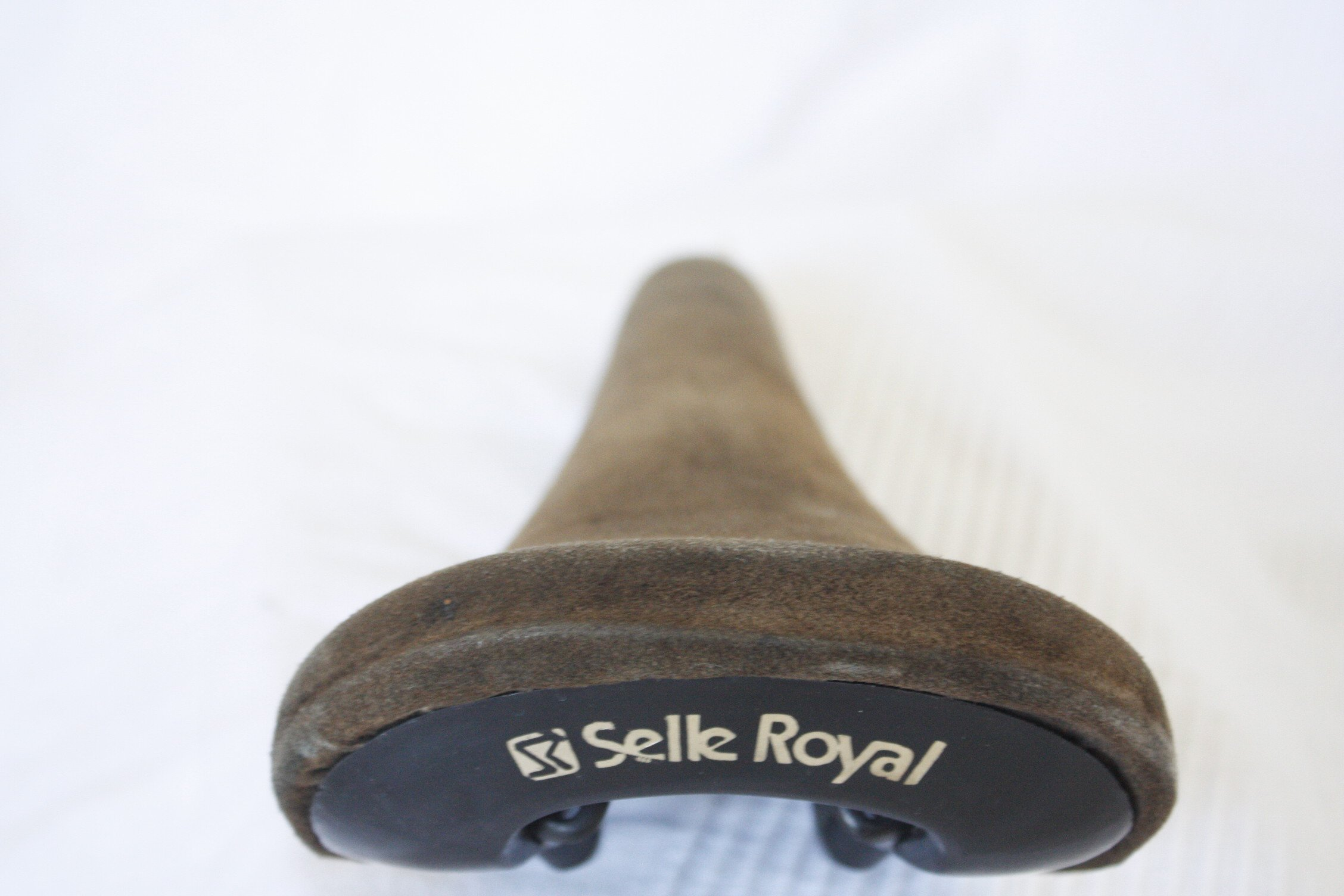
Selle Royal Dolphin Sattel (1987)

Selle Royal S. p. A. ist ein italienisches Unternehmen, das Fahrradsättel und Fahrradzubehör herstellt. Es wurde 1956 von Dr. Riccardo Bigolin (* 1929; † 1. Januar 2014) gegründet.

## Geschichte
1955 stieg Dr. Bigolin bei seinem Onkel in das Unternehmen „Feltrificio Bassanese“ ein, welches schon damals Fahrradsättel und Filzstoffe für die Schuhindustrie herstellte. Eine Krise im italienischen Fahrradmarkt ließ ihn schon bald nach neuen Märkten über die italienische Landesgrenze hinaus Ausschau halten. Der österreichische Fahrradhersteller Puch bestellte daraufhin über 15.000 Sättel für seine Radproduktion.
In den 1960er Jahren übernahm Bigolin das Unternehmen seines Onkels und benannte es in Selle Royal um.
Anfang der 1970er Jahre brachte Selle Royal Sättel mit einer Polsterung aus geschäumtem PU auf den Markt, was den damaligen Fahrradmarkt revolutionierte.
Im Jahr 1980 entwickelte Selle ein automatisiertes Vakuumproduktionssystem (Royal Vacuum System), mit welchem der Sattelunterbau direkt mit dem Schaum verbunden werden konnte.
1997 wurde die Marke Fizik ins Leben gerufen, die Sättel in technisch-modernem Design für Sporträder anbietet.
2002 kaufte Selle Royal einen der letzten verbliebenen Hersteller von hochwertigen Ledersätteln, die englische Marke Brooks.
1996 wurde in Brasilien ein Standort eröffnet. 2015 wurde eine Fabrik in Utah eröffnet.
Sättel von Selle Royal werden von vielen internationalen Fahrradherstellern als Erstausrüster verbaut und sind im Handel als Fahrradzubehör erhältlich.
Ein auffälliges Produkt der Firma Selle Royal ist die „LOOKIN“-Serie. Transparente Sichtflächen im Sattel erlauben einen Blick auf die „Royal-Gel“-Füllung des Sattels. Das Gel wurde 1990 eingeführt und basiert auf einem Polyurethan-Gel, das von der Bayer AG patentiert wurde.
2019 wurde ein neues B2B-Programm eingeführt.
Im Mai 2021 kaufte Wise Equity 33 % der Anteile an Selle Royal.
Selle Royal ist heute einer der Marktführer bei der Herstellung von Fahrradsätteln und stellt jährlich bis zu 14 Millionen Sättel her. Pro Tag können rund 20.000 Sättel in der Produktionsstätte in Pozzoleone (Provinz Vicenza) hergestellt werden.
Über 95 Prozent der Produktion exportiert Selle Royal in mehr als 100 Länder und an über 600 Partner.

## Sattel-Modelle
Herrensättel haben bei Selle Royal generell eine längere Nase und sind schmaler geschnitten. Damensättel hingegen sind breiter geschnitten und haben eine kürzere Nase.
2020 wurde die „Scientia“-Serie auf den Markt gebracht, die drei verschiedene Typen in drei verschiedenen Breiten umfasst. Je nach dem individuell bestimmten Sitzknochenabstand und der Fahrposition wird der passende Sattel ausgewählt. Die Vermessung erfolgt mittels eines Gel-Pads und ist ebenso wie Beratung, Montage und Einstellung im Preis des Sattels von rund 80 € enthalten.

## ICS-System
Jeder neuere Sattel von Selle Royal enthält ein System zur Befestigung von Satteltaschen. Das Integrated Clip System (kurz: ICS) ermöglicht eine einfache und schnelle Befestigung der von Selle Royal angebotenen Satteltaschen. Wird keine Satteltasche montiert, steckt ein Clip in der dazugehörigen Öffnung des Sattels.

## Rennteam
1978 hatte Selle Royal ein eigenes Rennradteam namens „Selle Royal-Inoxpran“. Für das Team gefahren ist unter anderem Hans-Peter Jakst. Große Erfolge blieben aber aus.

## Bekannte Marken
- Fizik (Schreibweise häufig Fi'zi:k)
- Selle Royal
- Crank Brothers
- Brooks England
- SR China
- Pedaled
- Justek

## Auszeichnungen
- Red Dot Award 2018[13]